# Demografía de Uganda
Este artículo hace referencia a las características de la demografía de Uganda, país ubicado en África.

## Población

### Población actual
48 582 336 habitantes (2023 est.)

### Proyecciones
| Año  | Población Ugandesa | Fuente |
| ---- | ------------------ | ------ |
| 2030 | 63 521 154         | [ 2 ]  |
| 2040 | 87 747 166         | [ 2 ]  |
| 2050 | 122 331 199        | [ 2 ]  |
| 2060 | 169 626 311        | [ 2 ]  |
| 2070 | 233 861 478        | [ 2 ]  |
| 2080 | 318 675 138        | [ 2 ]  |
| 2090 | 435 978 023        | [ 2 ]  |
| 2100 | 587 249 871        | [ 2 ]  |

## Estadísticas
La población de Uganda es predominantemente rural, y su densidad de población es más alta en las regiones del sudeste. Hacia 2020, casi la mitad de la población tiene menos de 14 años de edad (más que en cualquier otro país del mundo).

### Evolución demográfica
| Año  | Población total (x 1000) | Población menor de 14 años (%) | Población entre 15 y 64 años (%) | Población mayor a 65 años (%) |
| ---- | ------------------------ | ------------------------------ | -------------------------------- | ----------------------------- |
| 1950 | 5,158                    | 43.1                           | 54.0                             | 3.0                           |
| 1955 | 5,899                    | 45.1                           | 52.1                             | 2.8                           |
| 1960 | 6,788                    | 45.9                           | 51.5                             | 2.6                           |
| 1965 | 8,014                    | 46.6                           | 50.9                             | 2.6                           |
| 1970 | 9,446                    | 46.9                           | 50.5                             | 2.6                           |
| 1975 | 10,827                   | 47.3                           | 50.0                             | 2.6                           |
| 1980 | 12,548                   | 47.6                           | 49.7                             | 2.6                           |
| 1985 | 14,631                   | 47.8                           | 49.6                             | 2.7                           |
| 1990 | 17,384                   | 48.0                           | 49.3                             | 2.7                           |
| 1995 | 20,413                   | 48.5                           | 48.8                             | 2.7                           |
| 2000 | 23,758                   | 48.7                           | 48.6                             | 2.7                           |
| 2005 | 28,042                   | 48.8                           | 48.7                             | 2.5                           |
| 2010 | 33,149                   | 49.1                           | 48.5                             | 2.5                           |
| 2014 | 34,856                   | 47.9                           | 49.2                             | 2.7                           |

### Esperanza de vida
| Período   | Esperanza de vida en años |
| --------- | ------------------------- |
| 1950–1955 | 40.00                     |
| 1955–1960 | 42.60                     |
| 1960–1965 | 45.39                     |
| 1965–1970 | 48.12                     |
| 1970–1975 | 49.14                     |
| 1975–1980 | 49.33                     |
| 1980–1985 | 49.05                     |
| 1985–1990 | 46.86                     |
| 1990–1995 | 44.57                     |
| 1995–2000 | 44.98                     |
| 2000–2005 | 49.92                     |
| 2005–2010 | 55.15                     |
| 2010–2015 | 58.61                     |

## Etnias
Los tres grupos étnicos principales del sudoeste comprenden el 30% de la población, divididos en 5 grupos étnicos mayores (Banyankole y Bahima 10%; Bakiga 8%; Banyarwanda 6%; Bunyoro 3%; y Batoro 3%). Los habitantes del norte, en su mayoría Nilotic, son el siguiente grupo en cantidad de integrantes, e incluyen a Lango (6%) y Acholi (4%). En el noroeste se encuentran los Lugbara, 4%. Los Karamojong (2%) ocupan el territorio grande y seco del noreste. 
La tasa de natalidad del país es una de las más altas del mundo, con una media de más de 4.4 hijos por mujer (y mayor en las zonas rurales) debido sobre todo al escaso uso de anticonceptivos, los matrimonios y la maternidad precoces y la falta de educación, sobre todo entre las mujeres.
Según la ACNUR Uganda albergaba a más de 1,1 millones de refugiados en su territorio en noviembre de 2018. La mayoría proviene de países vecinos de la región de los Grandes Lagos de África , en particular Sudán del Sur, Ruanda, Tanzania y República Democrática del Congo.
Hasta 1972 durante el gobierno del presidente Idi Amin se produce por parte de Tanzania la invasión de Uganda de 1972 fue un intento armado de ugandeses liderados por Museveni apoyados y financiados por Tanzania junto al dictador Milton Obote los insurgentes lanzaron una invasión del sur de Uganda en septiembre de 1972 lo que causaría Miles de muertos y dos millones de desplazados internos. Tras la victoria del gobierno grupos golpistas liderados nuevamente por Musevini lanzaron la segunda invasión de Uganda de 1977, apoyados por miembros agencia de inteligencia ugandesa e Israel. 
El grupo solicitó armamento y entrenamiento a Estados Unidos e Israel, manteniendo reuniones con el secretario de Estado estadounidense, Henry Kissinger. Si bien la invasión fue repetida causó la devastación de decenas de aldeas y nuevos desplazamientos internos.Soldados tanzanos introdujeron el VIH/SIDA en la región durante la guerra entre Uganda y Tanzania de 1979. La altísima tasa de infección por el virus de la inmunodeficiencia humana (VIH) experimentada en Uganda durante la década de 1980 y principios de la de 1990 causando un millón y medio de muertes. Desde inicios del nuevo siglo la tasa de infección por VIH en Uganda está en aumento, convirtiéndose en uno de los países con mayor número de nuevos casos en todo el continente.
Cerca de 3.000 árabes de varias nacionalidades viven en Uganda. Otros grupos no originarios de Uganda incluyen a varios cientos de misioneros occidentales y unos pocos diplomáticos y personas de negocios.

## Religión
La principal religión de Uganda es el cristianismo. Según el censo de 2014, un 84% de la población se declaraba cristiana, con un total de 14% de seguidores del islam (musulmanes).

## Idiomas
El inglés es el idioma oficial de Uganda, heredado de la colonización británica; es enseñado en escuelas, usado en la Corte de Justicia y empleado por la mayoría de los periódicos y algunas estaciones radiales. El ganda o luganda es la lengua Níger-Congo más ampliamente usada, siendo de uso preferido para las publicaciones en lenguaje nativo en la capital y enseñado en escuelas. Otros idiomas son el bantú, idiomas nilo-saharianos, suajili y árabe.